# The Butler
The Butler (bra: O Mordomo da Casa Branca; prt: O Mordomo), comercializado também como Lee Daniels' The Butler é um filme de drama histórico estadunidense de 2013, dirigido por Lee Daniels e escrito por Danny Strong. Livremente baseado na real vida de Eugene Allen, o filme é estrelado por Forest Whitaker como Cecil Gaines, um afro-americano que testemunha eventos notáveis do século XX, durante o seu mandato de 34 anos servindo como mordomo da Casa Branca. Foi o último filme produzido por Laura Ziskin, que morreu em 2011.
O filme foi lançado nos cinemas pela The Weinstein Company em 16 de agosto de 2013 para críticas em sua maioria positivas. e foi um sucesso de bilheteria, arrecadando mais de US$145 milhões de dólares em todo o mundo contra um orçamento de US$30 milhões.

## Enredo
Cecil Gaines (Forest Whitaker) trabalha na Casa Branca durante oito governos Presidenciais de 1952 a 1986. Ele testemunha e começa a se envolver na turbulência política e social do período.

## Elenco
- Forest Whitaker como Cecil Gaines,[8] personagem principal do filme, que dedica sua vida para se tornar um profissional empregado doméstico. Aml Ameen retrata um jovem Cecil.[16]

### Vida privada de Gaines'
- Oprah Winfrey como Gloria Gaines,[8] esposa de Cecil.
- David Oyelowo como Louis Gaines,[8] O filho mais velho e mais volátil dos Gaineses.
- Elijah Kelley como Charlie Gaines,[16] o filho mais novo dos Gaineses.
- David Banner como Earl Gaines,[16] O pai de Cecil, que é morto por Thomas Westfall.
- Mariah Carey como Hattie Pearl,[17] mãe de Cecil.
- Terrence Howard como Howard,[8] vizinho dos Gaineses que romanticamente persegue Gloria.
- Adriane Lenox como Gina.[16][17]
- Yaya DaCosta como Carol Hammie, namorada de Louis.[18]
- Alex Pettyfer como Thomas Westfall,[8] o dono da plantação temperamental que mata Earl depois de Earl protestar contra Westfall por estuprar a mãe de Cecil.
- Vanessa Redgrave como Annabeth Westfall,[8] uma idosa zeladora da fazenda de algodão que faz de Cecil um empregado doméstico após a morte de seu pai.
- Clarence Williams III como Maynard, um homem idoso que é o mentor de um jovem Cecil e apresenta-o a sua profissão.[16][17]

### Colegas de trabalho da Casa Branca
- Cuba Gooding, Jr. como Carter Wilson, o mordomo chefe de fala rápida na Casa Branca, que se torna um amigo de longa data de Cecil.[8][16]
- Lenny Kravitz como James Holloway,[8][16] um mordomo colega de trabalho e amigo de Cecil na Casa Branca.
- Colman Domingo como Freddie Fallows[16][18] maitre da Casa Branca que contrata Cecil.

### Figuras históricas da Casa Branca
- Robin Williams como Dwight D. Eisenhower,[8][19] o 34th presidente dos Estados Unidos.
- James DuMont como Sherman Adams, Chefe de Gabinete da Casa Branca de Eisenhower.[17][20]
- Robert Aberdeen como Herbert Brownell, Jr., de Eisenhower, o Procurador-geral.[17]
- James Marsden como John F. Kennedy,[8][19] o 35th Presidente.
- Minka Kelly como primeira-dama Jackie Kennedy.[19]
- Liev Schreiber como Lyndon B. Johnson,[8][19] o 36th Presidente.
- John Cusack como Richard Nixon,[8][19] o 37th Presidente.
- Alex Manette como H. R. Haldeman,[8] Chefe de Gabinete da Casa Branca de Nixon.
- Colin Walker como John Ehrlichman, conselheiro da Casa Branca de Nixon.[17][21]
- Alan Rickman como Ronald Reagan,[8][19] o 40th Presidente.
- Jane Fonda como primeira-dama Nancy Reagan.[17]
- Stephen Rider como Stephen W. Rochon, do governo Barack Obama.[17]

### Figuras históricas dos direitos civis
- Nelsan Ellis como Martin Luther King, Jr..[8][18][19]
- Jesse Williams como ativista dos direitos civis James Lawson.
- Danny Strong, o roteirista do filme, faz uma aparição como um dos cavaleiros da liberdade que são atacados no Alabama.

Presidentes Gerald Ford, Jimmy Carter, e Barack Obama e o ativista dos direitos civis Jesse Jackson são retratados em imagens de arquivo.
Melissa Leo e Orlando Eric Street estavam no elenco como primeira-dama Mamie Eisenhower e Barack Obama, respectivamente, mas não aparecem no filme.

## Produção

### Desenvolvimento
O roteiro de Danny Strong é inspirada por um artigo do Washington Post chamado "A Butler Well Served by This Election". O projeto começou a pegar apoio no início de 2011, quando os produtores Laura Ziskin e Pam Williams se aproximaram de Sheila Johnson para ajudar no financiamento do filme. Depois de ler o roteiro de Danny Strong, Johnson lançou de si próprio 2,7 milhões de dólares antes da entrada de vários investidores afro-americanos. No entanto, Ziskin morreu de câncer em junho de 2011. Diretor Daniels e parceiro de produção Hilary Shor foram procurar mais produtores por conta própria. Eles começaram com Cassian Elwes, com quem eles estavam trabalhando em The Paperboy. Elwes juntou à lista de produtores, e começou a angariar fundos para o filme. Na primavera de 2012, Icon U.K., de financiamento e de produção da empresa britânica, acrescentou uma garantia de $6 milhões contra a pré-venda no exterior. Finalmente, o filme elevou seu orçamento necessário para $30 milhões de dolares por 41 produtores e produtores executivos, incluindo Earl W. Stafford, Harry I. Martin Jr., Brett Johnson, Michael Finley, e Buddy Patrick. Depois disso, como a produção do filme começou no Weinstein Co., a empresa pegou os direitos de distribuição nos EUA para o filme. David Glasser, Weinstein Co. COO, chamou de angariação de fundos como um filme independente, "uma história que é um filme dentro de si mesmo".
The Weinstein Company adquiriu os direitos de distribuição para o filme depois Columbia Pictures colocou o filme na reviravolta, que é um arranjo na indústria do cinema, segundo o qual os direitos de um projeto que um estúdio desenvolveu são vendidos para outro estúdio em troca do custo de desenvolvimento, acrescido de juros.
O título do filme foi até para uma possível renomeação devido a uma reivindicação MPAA da Warner Bros, que lançou um curta-metragem mudo de 1916 com o mesmo nome. O caso foi posteriormente resolvido com a MPAA conceder a permissão a Weinstein Company para adicionar o nome Daniels' na frente do título, sob a condição de que seu nome era "75% do tamanho de The Butler". Em 23 de julho de 2013 a distribuidora divulgou um cartaz em uma revista, exibindo o título como Lee Daniels' The Butler.

### Filmagens
A fotografia principal começou no final de julho de 2012, em Nova Orleans. A produção foi originalmente programado para encerrar no início de setembro de 2012, mas foi adiada pelo impacto de Furacão Isaac (2012).

## Recepção
O presidente Barack Obama disse "Fiquei com os olhos marejados ao pensar não só nos mordomos que trabalharam aqui na Casa Branca como em toda uma geração de pessoas que eram talentosas e capacitadas, mas que por causa (das leis segregacionistas) de Jim Crow, por causa da discriminação, tinham um limite até onde podiam chegar."
Vários críticos compararam a relação do histórico de anedotas do filme e o sentimentalismo de Forrest Gump.
Raul Juste Lores na Folha de S.Paulo disse ""O Mordomo" poderia se transformar em um "Forrest Gump negro", como parte da crítica americana insinuou, mas vai além. Espectador silencioso dos debates raciais no palácio presidencial, o mordomo acha que sua ética de trabalho será suficiente para combater o racismo."
Para André Miranda do jornal O Globo "‘O mordomo da Casa Branca’ explora sentimentalismo e que o filme lembra ‘Forrest Gump’ com um protagonista negro."
Marcelo Hessel do Omelete disse que Lee Daniels confunde testemunho com protagonismo em filme de solenidade e disse "Antes de virar diretor, Lee Daniels era agente de atores, e talvez por isso ele tenha essa crença equivocada de que basta um personagem, e todo um filme se construirá automaticamente ao redor dele. Bem, não é o caso, e por isso O Mordomo da Casa Branca parece uma paródia de si mesmo, como se seu elenco de celebridades pudesse transmitir Verdade ao filme, pelo simples fato de serem celebridades."

### Bilheteria
Em sua semana de estreia, o filme estreou em primeiro lugar, com 24,6 milhões de dólares. O filme liderou as bilheterias norte-americanas em seus primeiros três semanas consecutivas. O filme arrecadou $116,435,772 no Canadá e nos Estados Unidos e $51,111,019 em outras regiões, para um total de $167,546,791.

## Diferenças sobre os fatos da vida de Allen
Em relação a exatidão histórica, Eliana Dockterman escreveu na Time: "Allen nasceu em uma plantação da Virginia em 1919, não na Geórgia.... No filme, Cecil Gaines cresce em um campo de algodão em Macon, Geórgia, onde sua família vem em conflito com os fazendeiros brancos para quem trabalham. Acontece que seus pais no campo de algodão foi adicionado para o efeito dramático.... Embora a tensão entre pai e filho sobre as questões de direitos civis foi um combustível a mais do drama no filme, [filho de Eugene Allen] Charles Allen não foi o ativista político radical que o filho de Gaines é no filme".
Crítica especial foi dirigido a precisão do filme em retratar o presidente Ronald Reagan. Embora o desempenho do ator Alan Rickman tenha gerado críticas positivas, os roteiristas do filme foram criticados por retratar Reagan tão indiferente aos direitos civis e sua relutância em associar-se com empregados negros da Casa Branca durante a sua presidência. De acordo com Michael Reagan, filho do ex-presidente, "A verdadeira história do mordomo da Casa Branca não implica o racismo em tudo. É simplesmente liberais de Hollywood querem acreditar em algo sobre o meu pai, que nunca foi lá". Paul Kengor, um dos biógrafos do presidente Reagan, também atacou o filme, dizendo: "Eu falei com muitos funcionários da Casa Branca, cozinheiros, porteiros, médicos e serviço secreto ao longo dos anos. Eles são universais em seu amor a Ronald Reagan". Em relação à oposição inicial do presidente de sanções contra o apartheid na África do Sul, Kengor disse, "Ronald Reagan ficou horrorizado com o apartheid, mas também queria garantir que, se o regime do apartheid na África do Sul entrasse em colapso, que não fosse substituído por um regime marxista-totalitário aliada de Moscou e Cuba que levaria o povo Sul-Africano pelo mesmo caminho, como a Etiópia, Moçambique, e, sim, Cuba. Nos anos imediatos antes de Reagan tornar-se presidente, 11 países do Terceiro Mundo, da Ásia para a África para a América Latina, foi comunista. Foi devastador. Se o filme se recusa a lidar com este problema com o equilíbrio necessário, não se deve lidar com ele em tudo".